# Orlando Codá
Orlando Codá (Rio de Janeiro, 1949 - Rio de Janeiro, 20 de agosto de 1996) foi um teatrólogo,libretista, jornalista e professor brasileiro. 

Seu libreto de maior destaque foi para a ópera Dom Casmurro com música de Ronaldo Miranda, baseada na obra homônima de Machado de Assis, que estreou no Teatro Municipal de São Paulo em 1992.. No ano anterior, encenara outra peça sua, "Mozart 31", uma montagem irreverente de Don Giovanni, com libreto de Lorenzo da Ponte - ópera que Mozart compôs quando tinha 31 anos. Em março de 96, Codá montou outro musical: "Revista do Rádio".

Ao lado de sua carreira no teatro, Codá foi também professor de inglês e francês. Como jornalista, foi gerente de divulgação de editoras.

Morreu dia 20 de agosto de 1996, aos 47 anos, no Rio de Janeiro, de falência múltipla dos órgãos, depois de um período de enfermidade.